# Diporiphora vescus
Diporiphora vescus — вид ігуаноподібних ящірок родини агамових (Agamidae). Ендемік Австралії.

## Поширення і екологія
Diporiphora vescus мешкають на півночі регіону Пілбара у Західній Австралії, зокрема в районі міста Роборн і національного парку Міллстрім-Чічестер. Вони живуть на піщаних і глинистих рівнинах, на алювіальних рівнинах та на піщаних прибережних дюнах.

## Збереження
МСОП класифікує цей вид як вразливий. Diporiphora vescus загрожує поширення інвазивної рослини Cenchrus ciliaris.